# Eibesbach
Der Eibesbach ist ein linker Zufluss zur Zaya zwischen Mistelbach und Wilfersdorf in Niederösterreich.
Der Bach entspringt in dem großen Waldgebiet zwischen Eibesthal und Staatz und fließt nach Süden ab, wo er Eibesthal durchströmt und dann weiter zur Zaya abfließt, in die er knapp westlich von Hobersdorf von links einmündet. Zubringer sind der Sauwinkelgraben und der Lüßlgraben, die beide von rechts kommen. Sein Einzugsgebiet umfasst 17,4 km² in großteils offener Landschaft.